# Slashdot

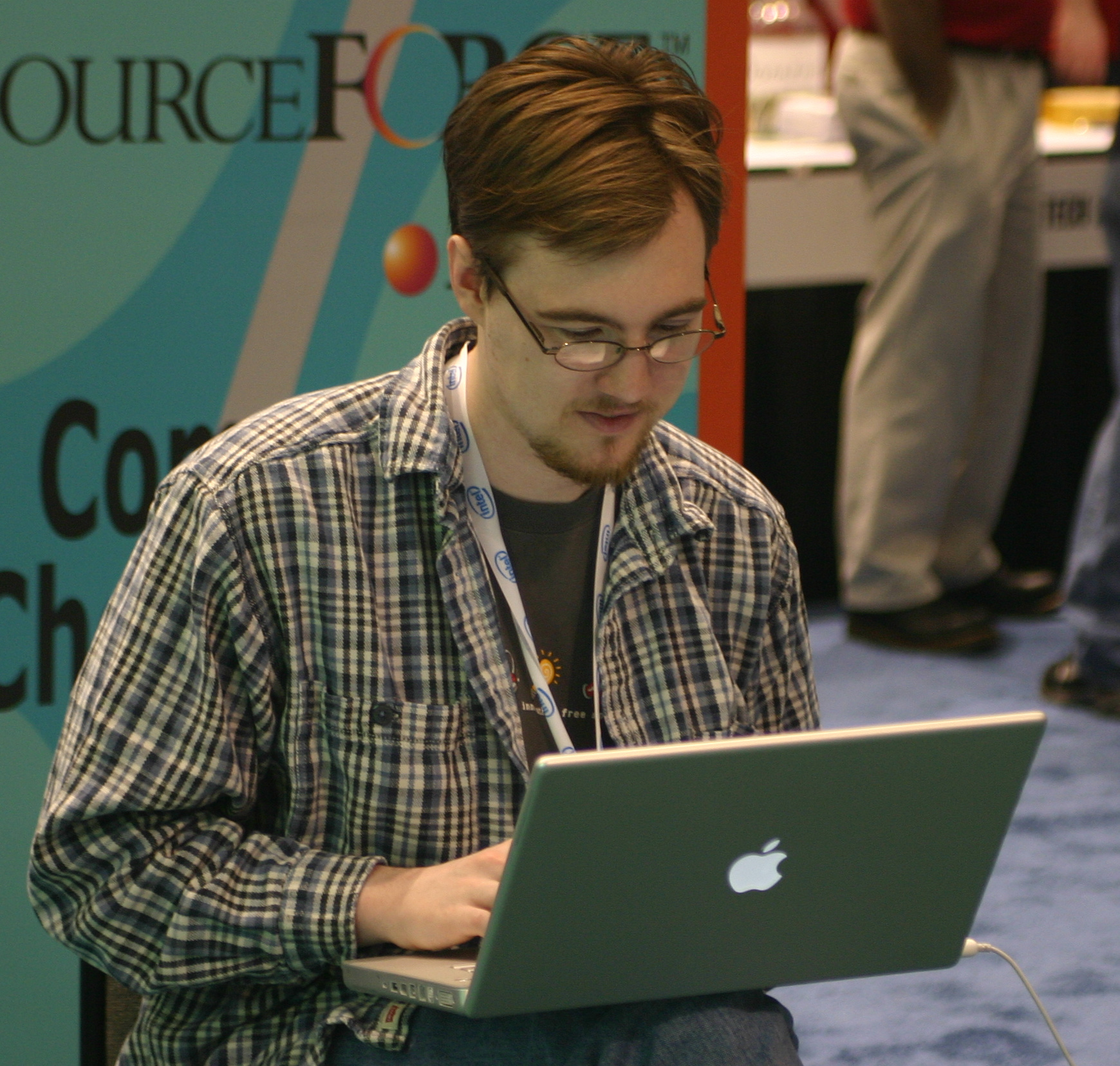
Роб Мальда, засновник Slashdot

Slashdot (Слешдот; деколи скорочується як /.) — англомовний новинний сайт, що спеціалізується на новинах техніки, науки та суспільства. Більша частина матеріалів надсилається читачами блогу й публікується після перевірки редакцією. Назва вибрана засновниками як пародія на URL («h-t-t-p-colon-slash-slash-slashdot-dot-org»). Сайт працює на власній CMS під назвою Slash, яка дозволяє ефективно боротися із тролінгом та заохочувати цікаві коментарі в численні обговорення статей. Слешдот було засновано 1997 року Робом Мальдою. Згодом сайт придбала компанія VA Software. Пік популярності ресурсу припав на 2005 рік, з того часу він поступово іде на спад.

## Слешдот-ефект
В англійській мові з'явився неологізм «to become slashdotted» (про сайт), що означає недоступність того або іншого сайту (головним чином — маловідомого) внаслідок розміщення посилання на нього на популярному сайті (наприклад, на тому ж Слешдот) і, як наслідок, різкого збільшення кількості відвідувань цього сайту, через що потужності серверів бракує для показу сайту всім охочим. В українському варіанті іноді позначається як «Слешдот-ефект».